# Ellendige deugd, je was alleen een woord
Ellendige deugd, je was alleen een woord is een uitdrukking uit de klassieke oudheid. Ze is overgeleverd bij Ploutarchos (Over bijgeloof 1.1) als een fragment uit een niet nader bekende tragedie, uitgesproken door de held Herakles.
Volgens Kassios Dion (Romeinse geschiedenis 47.49) nam Marcus Junius Brutus dit Herakles-citaat in de mond toen hij na de verloren Slag bij Filippoi (42 v. Chr.) zijn metgezellen opdracht gaf hem te doden. Aan de woorden van Herakles voegde de ontgoochelde stoïcijn nog een zinsnede toe over de fortuin: 
O ellendige deugd, je was alleen een woord en ik handelde naar je voor echt: maar je was de slaaf van het geluk
ὦ τλῆμον ἀρετή, λόγος ἄρ᾽ ἦσθ᾽ ἐγὼ δέ σε ὡς ἔργον ἤσκουν: σὺ δ᾽ ἄρ᾽ ἐδούλευες τύχῃ
ō tlēmon aretē, logos ar’ ēsth’ egō de se ōs ergon ēskoun: su d’ar’ edouleues tychē
Ploutarchos en Appianos geven afwijkende versies van Brutus' dood en vermelden de uitspraak niet.
In zijn 1e-eeuwse tragedie Hercules Oetaeus liet Seneca de Jongere zijn held O misera virtus uitroepen. Bij Shakespeares Richard III luidt het in dezelfde trant: Conscience is but a word that cowards use.